# Chien courant slovaque
Le chien courant slovaque (slovenský kopov en slovaque) est une race de chiens originaire de Slovaquie. C'est un chien courant de taille moyenne, donnant une impression de légèreté. La robe est noire et feu. Il s'agit d'un chien de chasse employé comme chien courant.

## Historique
Le chien courant slovaque est une race autochtone de la Slovaquie dont l'origine exacte est inconnue mais probablement multicentenaire. Le Slovenský Kopov est issu de croisements entre des chiens autochtones et des races de chiens importées, donnant naissance à un chien robuste et polyvalent[réf. nécessaire]. La race a été reconnue par la Fédération cynologique internationale après la Seconde Guerre mondiale.

## Standard

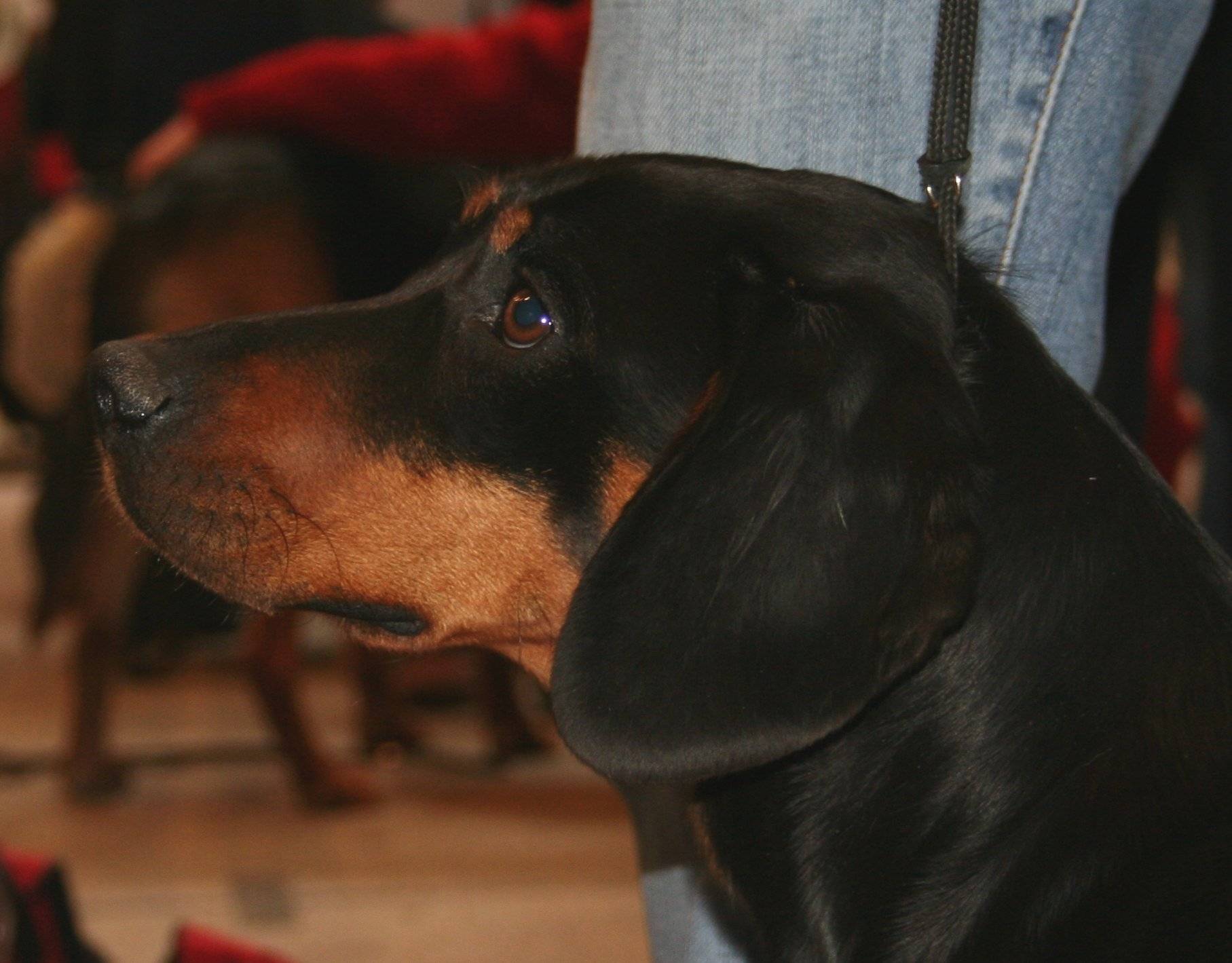
Portrait d'un chien courant slovaque en exposition canine en Pologne.

Le chien courant slovaque est un chien de taille moyenne, à l'ossature solide. Le corps de stature légère s'inscrit dans un rectangle allongé. Attachée plus bas que la ligne du dos, la queue forte se termine en pointe. Elle atteint le jarret et est portée pendante au repos et en sabre, avec une inclinaison de 150°, en éveil. Le crâne de forme rectangulaire oblongue est légèrement arrondi dans sa partie supérieure. Les arcades sourcilières et le sillon frontal sont bien marqués tandis que la protubérance occipitale est peu accentuée. Les lignes du chanfrein et du crâne sont parallèles. Les yeux sont sombres et en forme d’amande. Attachées légèrement en dessous de la ligne de l’œil, les oreilles de longueur moyenne sont arrondies à leur extrémité et tombent à plat contre la tête. 
Le poil d'une longueur de deux à cinq centimètres est d’épaisseur moyenne, bien couché, dense avec un sous-poil dense surtout en hiver. Il est plus long sur le dos, le cou et la queue. La robe est noire et feu. L'intensité des marques feu varient du brun à l'acajou.

## Caractère
Le standard FCI décrit la race comme vive. 

## Utilité

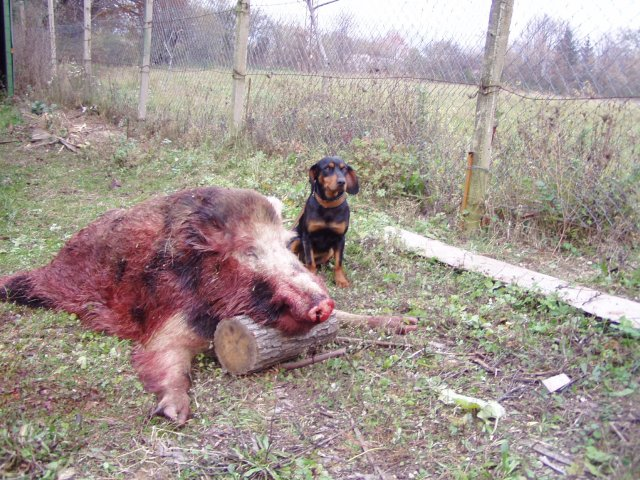
Un chien courant slovaque posant devant un sanglier.

Le chien courant slovaque est un chien de chasse utilisé comme chien courant pour la chasse au sanglier et la chasse aux carnivores dans son pays d'origine. Cette race se caractérise par sa ténacité à suivre la trace fraîche ou la piste, son mordant et sa voix. Son sens de l'orientation est décrit comme extraordinairement développé.
Il est également dressé comme chien de garde et chien de défense. 
La vie en appartement lui est très fortement déconseillée du fait de son tempérament vif. 